# Derry
Derry ou Londonderry (Doire ou Doire Cholm Cille em irlandês) é uma cidade da Irlanda do Norte, no Reino Unido, com 108 652 habitantes (2008). É a segunda maior cidade da Irlanda do Norte e da província de Ulster e a quarta maior cidade da ilha da Irlanda.
É uma cidade fronteiriça com a República da Irlanda e sua população é de maioria católica, tal como os irlandeses do país vizinho. Porém na Irlanda do Norte, a maioria da população e o governo são protestantes. Esta diferença religiosa já causou diversos problemas para a cidade como o Domingo Sangrento irlandês, além de diversos outros acontecimentos durante o período do Conflito na Irlanda do Norte.
- Commons